# Gaston (Karolina Południowa)
Gaston – miasto w Stanach Zjednoczonych, w stanie Karolina Południowa, w hrabstwie Lexington.